# بيتر ودبيري
بيتر ودبيري (بالإنجليزية: Peter Woodbury)‏ هو قاضي ومحامي أمريكي، ولد في 24 أكتوبر 1899 في بدفورد ‏ في الولايات المتحدة، وتوفي بنفس المكان في 17 نوفمبر 1970.